# René Schneider Chereau
René Schneider Chereau (Concepción, 31 de desembre de 1913 - Santiago, 25 d'octubre de 1970) fou un militar xilè, Comandant en Cap de l'Exèrcit en el moment de l'elecció presidencial de 1970, quan fou assassinat durant una temptativa de segrest. El seu assassinat va assegurar pràcticament l'elecció de Salvador Allende pel Congrés xilè uns dies més tard.

## El Tacnazo
El 21 d'octubre de 1969, un grup d'oficials liderats pel General Roberto Viaux, es va aquarterar al Regiment “Tacna” de Santiago per exigir millores salarials i professionals per a l'Exèrcit. Aquest fet, conegut com el “Tacnazo”, va acabar l'endemà amb l'arrest de Viaux i la posterior renúncia del Comandant en Cap de l'Exèrcit Sergio Castillo Aránguiz i del Ministre de Defensa Tuli Marambio.

## Comandant en Cap de l'Exèrcit
El 27 d'octubre de 1969, el President Eduardo Frei Montalva va nomenar al General Schneider com a Comandant en Cap de l'Exèrcit. La seva salutació a l'Exèrcit al moment d'assumir traduïa, en part, la complexa situació que llavors vivia la institució castrense:
"En assumir el comandament de l'Exèrcit desitjo expressar a tots els seus membres l'alt honor que significa comandar a la nostra Institució, la seva trajectòria professional i els seus fonaments doctrinals i de principis els quals romanen incommovibles i inalterables enfront dels qui han pretès pertorbar la seva normal conducta d'acció."

## La “Doctrina Schneider”
Com a cap de l'exèrcit, Schneider va haver d'enfrontar una situació delicada en l'exèrcit després del “Tacnazo”: problemes de disciplina, remuneracions, adquisicions, infraestructura militar i social del personal militar. Davant això, va intentar transmetre a l'Exèrcit el seu estricte respecte a les lleis i la constitució, mantenint la seva funció absolutament apolítica.
El 1970, el possible triomf electoral de Salvador Allende era summament polèmic, en particular per a alguns militars xilens, a causa de la seva ideologia socialista. En resposta a tots els tocs d'atenció del públic que els militars van rebre per intervenir en el procés electoral i per prevenir l'elecció d'Allende, Schneider va declarar, en una entrevista concedida al diari conservador "El Mercurio" el 8 de maig de 1970:
..."L'exèrcit és garantia d'una elecció normal, que assumeixi la presidència de la República qui sigui triat pel poble, en majoria absoluta, o pel Congrés Ple, en cas que cap dels candidats obtingui més del 50 per cent dels vots... La nostra doctrina i missió és de donar suport i respectar la Constitució Política de l'Estat."
Aquesta posició seria posteriorment popularitzada per la Unidad Popular com "la doctrina Schneider". No obstant això, el llibre "Memòries Secretes de Pàtria i Llibertat", assenyala que Schneider va expressar que en cas que un eventual govern marxista es tornés il·legal, les Forces Armades "queden en llibertat per resoldre el problema".
L'elecció presidencial es va dur a terme el 4 de setembre de 1970, i va donar com a vencedor per majoria relativa (36,3%) a Salvador Allende, però faltava que el Congrés escollis entre les dues majories més altes el dia 24 d'octubre.

## Assassinat de Schneider
Per evitar l'arribada d'Allende a la presidència, Roberto Viaux, al costat de membres del grup d'extrema dreta “Pàtria i Llibertat”, van planejar el segrest de Schneider, amb la finalitat de provocar la intervenció de les forces armades i evitar la sessió del Congrés. El 19 d'octubre de 1970, un grup d'homes amb gas lacrimogen van intentar segrestar a Schneider a la sortida d'un sopar oficial. La temptativa va fallar perquè el General va marxar amb el seu automòbil privat i no en el vehicle oficial previst pels homes de Viaux.
El segon intent de segrest es va realitzar a les 08:00 del 22 d'octubre de 1970, quan l'automòbil oficial de Schneider va ser bloquejat per quatre vehicles i un grup de joves va envoltar l'automòbil del General, destrossant amb martells els cristalls posteriors i la porta lateral posterior. Els segrestadors, en veure que Schneider prenia la seva arma per repel·lir l'acció, li van disparar tres bales, i després van fugir. El seu xofer, en veure dessagnant el comandant en cap, el va portar a l'Hospital Militar.
El 25 d'octubre de 1970, va sofrir una aturada cardíaca deguda al seu gravíssim estat, morint a les 07:50.
El 26 d'octubre de 1970, el President Eduardo Frei Montalva va nomenar al General Carlos Prats com a Comandant en Cap de l'Exèrcit.

## Procés judicial i nexes amb la CIA
La justícia militar va concloure com a autors materials dels trets a Julio Bouchón, José Melgoza Garay i León Cosmelli. A més que l'assassinat de Schneider estava planejat per dos grups militars, un conduït per Roberto Viaux i l'altre pel General Camilo Valenzuela. Viaux i Valenzuela van ser condemnats per la seva eventual conspiració per causar un cop d'estat, i Viaux també va ser condemnat pel segrest.
La CIA, sota el nom de “track two”, va finançar aquests grups en l'intent d'evitar l'arribada d'Allende a la presidència mitjançant un cop d'estat. Després de revisar els plans de Viaux, la CIA va determinar que no tindria èxit, i que no en donarien suport per ser molt prematur el forçar un cop d'estat. De la mateixa manera, Viaux va realitzar l'intent de segrest “actuant de manera independent de la CIA en aquest moment”.
El grup colpista liderat pel general Camilo Valenzuela era “un grup ben conegut per la CIA i avaluat com a capaç de dur a terme amb èxit un cop”. Va ser armat amb tres sub-metralladores, municions i 8 a 10 granades de gas lacrimogen. Aquestes armes no van ser utilitzades i van ser retornades a la CIA.
L'Informe Hinchey va assenyalar que al novembre de 1970 ”un membre del grup de Viaux que havia evitat ser detingut va tornar a contactar amb l'Agència i va demanar assistència econòmica per al grup. Encara que l'Agència no tenia cap obligació amb aquest grup perquè havia actuat pel seu compte, en un esforç per mantenir en secret el contacte previ amb el mateix, i per raons humanitàries, se li va lliurar 35.000 dòlars.”
Els fills del General, René i Raúl Schneider Arce, van presentar una querella en una cort federal a Washington el 10 de setembre de 2001. En ella van ser acusats pel suport atorgat al segrest i assassinat de Schneider: Henry Kissinger, l'ex-director de la CIA, Richard Helms, l'agregat militar nord-americà a Xile el 1970, Paul Wimert, i altres elements de la Casa Blanca. La defensa de Kissinger, va argumentar que la seva responsabilitat és política i no legal. La Cort Suprema dels Estats Units va acceptar aquesta postura en una fallada l'abril de 2006.